# Persische Purpurschnecke

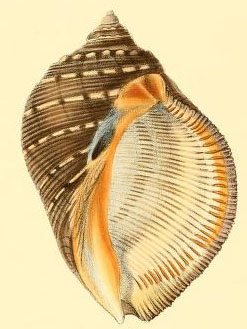
Gehäuse von Purpura persica. Lovell Augustus Reeve, 1843 (Conchologia iconica)

Die Persische Purpurschnecke (Purpura persica) ist eine Schnecke aus der Familie der Stachelschnecken, die im Indopazifik verbreitet ist.

## Merkmale
Das große, dickwandige Schneckenhaus von Purpura persica, das bei ausgewachsenen Schnecken eine Länge von bis zu 10 cm erreicht, hat einen großen Körperumgang, ein kurzes, stumpfes Gewinde und eine sehr große Gehäusemündung. Das Gehäuse ist mit spiraligen Schnüren mit Kügelchen und dazwischen verlaufenden einfachen Schnüren skulpturiert. Die Spindel ist fast gerade. Die Oberfläche der Schale ist schokoladenbraun mit weißen Zwischenräumen zwischen den Kügelchen, das Innere der Gehäusemündung und die Spindel weiß.

## Verbreitung, Lebensraum und Lebensweise
Die Persische Purpurschnecke ist im Indopazifik von Madagaskar und den Maskarenen bis ins östliche Polynesien, nördlich nach Japan und südlich nach Queensland und Neukaledonien verbreitet, wo sie auf Korallenriffen unter Korallen und Felsen zu finden ist.
Über Lebensweise, Ernährung oder Reproduktionszyklus der Schnecke liegen keine Veröffentlichungen vor.

## Bedeutung für den Menschen
Purpura persica wird in Südostasien wegen ihres Fleisches gesammelt.